# Maniac Mansion: Day of the Tentacle
Maniac Mansion: Day of the Tentacle is een adventure-computerspel ontwikkeld door LucasArts. Het spel is vormgegeven in cartoon-stijl en bevat veel humor. Dit spel is de opvolger van de klassieker Maniac Mansion uitgebracht op onder andere Amiga, PC, C64 en NES.
Day of the Tentacle werd gemaakt in 1993 door middel van het programma SCUMM (een scripttaal ontwikkeld door LucasArts). Het spel is van oorsprong een DOS-spel, maar het is nu nog speelbaar op diverse platforms (zoals Windows, Unix, Mac en Pocket PC) met behulp van ScummVM, een emulator voor SCUMM-games.

## Verhaal
Het spel speelt een paar jaar na de gebeurtenissen in Maniac Mansion. Een van Dr. Freds scheppingen, Purple Tentacle, drinkt vervuild water dat uit Dr. Freds lab stroomt, en ontwikkelt naast armen een behoefte de wereld te veroveren. Bernard Bernouilli en zijn vrienden Hoagie en Laverne besluiten zich met Dr. Freds tijdmachine terug te laten flitsen naar gisteren, zodat ze de afvalwaterleiding kunnen afsluiten en kunnen voorkomen dat Purple Tentacle het vervuilde water drinkt. Doordat de dokter in plaats van een echte een nepdiamant gebruikt voor de machine, gaat er wat mis. Bernard komt terug in het heden, Hoagie 200 jaar in het verleden en Laverne 200 jaar in de toekomst. Ze moeten nu hun tijdcapsules voorzien van elektrische stroom om terug te kunnen komen, en daarnaast natuurlijk de machtsovername van Purple Tentacle verijdelen.
Hoagie komt terecht in het koloniale Amerika waar George Washington, Thomas Jefferson en John Hancock de Amerikaanse Grondwet aan het voorbereiden zijn. Deze personages spelen een rol in de puzzels die de speler moet oplossen. Het vinden van elektriciteit is nog niet zo eenvoudig, maar uiteindelijk lukt het via het bliksemexperiment van Benjamin Franklin. De achtergrondmuziek bevat onder andere Yankee Doodle, Glory Glory Halleluja en God Save the King.
In de toekomst is er wel stroom, maar overheersen tentakels en zijn mensen gereduceerd tot huisdieren. Laverne komt vast te zitten in een boom en kan bovendien niet vrij rondlopen zonder vermomming. Purple Tentacle is inmiddels stokoud en experimenteert met een krimpstraal om alle mensen te laten verdwijnen. Hij haat namelijk mensen, omdat zij hem in zo´n onhandige vorm geschapen hebben. Probeer zelf maar met vastgebonden en aan de grond gelijmde voeten rond te lopen!
Via de tijdmachines kunnen kleine voorwerpen tussen de tijdperken worden verplaatst. Dit is belangrijk want soms is een voorwerp uit het ene tijdperk belangrijk om een puzzel in het andere tijdperk op te lossen. Hoagie daagt bijvoorbeeld George Washington uit om een boom om te hakken; doordat dit dezelfde boom is als waarin Laverne 400 jaar later vastzit, verdwijnt de boom en zit ze dus niet meer vast. Ze wordt wel direct opgepakt omdat mensen huisdieren zijn en niet vrij rond mogen lopen. Door een medische afbeelding van een tentakel naar het verleden te flitsen en die aan Betsy Ross te geven, wordt de Amerikaanse vlag veranderd in een tentakel. Laverne kan deze 400 jaar later als vermomming gebruiken.
Hoagie en Laverne keren terug maar Purple Tentacle kaapt direct één van de tijdcapsules en Green Tentacle kaapt de tweede. Hierdoor moeten de drie vrienden de laatste delen, waardoor ze net als in de film The Fly (1958) muteren tot soort Siamese drieling. Bovendien blijkt bij aankomst Purple Tentactle zijn maatregelen al te hebben genomen door honderden versies van hemzelf uit de toekomst te hebben gehaald, inclusief de oude Purple Tentact van 200 jaar later met zijn krimppistool. De drie weten de afvalwaterleiding af te sluiten, waardoor de rivier niet vervuild raakt en Purple Tentacle normaal blijft. Bij terugkomst ontdekt Dr. Fred dat ze helemaal niet gemuteerd zijn maar gewoon vastzitten in dezelfde kleren. Dr. Fred gooit ze zijn huis uit, en de aftiteling toont de Amerikaanse vlag in de vorm van een tentakel, een permanent effect van hun gerotzooi met de geschiedenis.
Interessant detail is de mogelijkheid Maniac Mansion te spelen door in het spel een computer te gebruiken. 

## Verwijzingen in andere spellen
Er zijn in diverse spellen verwijzingen naar Maniac Mansion.  Een overzicht staat op de pagina van Maniac Mansion

## Day of the Tentacle Remastered
Een geremasterde versie, gemaakt door Double Fine Productions, voor PlayStation 4, PlayStation Vita, pc en OS X werd aangekondigd op de PlayStation Experience 2014. De game werd uitgebracht op 22 maart 2016.

### Ontvangst
| Geaggregeerde scores |                                        |
| Aggregeerder         | Score                                  |
| GameRankings         | (pc) 86,79% (PS4) 85,58% (Vita) 89,00% |
| Metacritic           | (pc) 86/100 (PS4) 85/100               |
| Review score         |                                        |
| Uitgave              | Score                                  |
| Power Unlimited      | 88/100                                 |
| Gamer.nl             | 7,5/10                                 |

## Trivia
- Het spel is opgenomen in het boek 1001 Video Games You Must Play Before You Die van Tony Mott.
- Return of the Tentacle is een officieus project van fans van het spel.  Zij zijn in 2003 gestart met een opvolger van Day of the Tentacle.[10]